# Sommation interpellative
Pour les articles homonymes, voir Sommation.
En France, une sommation interpellative est une forme de mise en demeure, un acte de commissaire de justice autrefois appelé huissier de justice, qui a pour but de provoquer une prise de position en vue d’obtenir une réponse à question posée à la personne interpellée. La réponse ou le refus de réponse, consigné dans un procès-verbal par l'huissier, pourra servir de preuve devant un tribunal.
Cette procédure a pour principal intérêt de mettre fin au silence adopté par exemple par une partie à un litige, par un témoin, ou tout autre personne. Ce genre de situations survient généralement quand un témoin dispose d'un lien avec une partie et refuse de témoigner spontanément contre elle, ou encore quand une partie préfère se murer dans le silence plutôt que de répondre et se voire ensuite opposer sa réponse dans le cadre d'une procédure.
Exemples courants:
- Le collègue de travail d'un salarié licencié qui refuse de témoigner en faveur du salarié licencié par peur de représailles de son employeur;

- Lors d'une vente immobilière, quand les délais prévus contractuellement pour obtenir un crédit sont dépassés et que le vendeur n'a plus de nouvelles de son acquéreur;
- En cas de rétention d'effets personnels dans le cadre d'un divorce...

Les situations dans lesquelles cet acte présente un intérêt sont multiples. Confronté à la présence d'un Huissier de Justice, la personne interpellée aura tendance à rompre son silence et à prendre position. Dans le cas contraire son silence sera consigné par l'Huissier, ce qui équivaut en soi à une réponse, la personne interpellée faisant ainsi obstacle à la manifestation de la vérité.